# 중화민국의 재외기구 목록

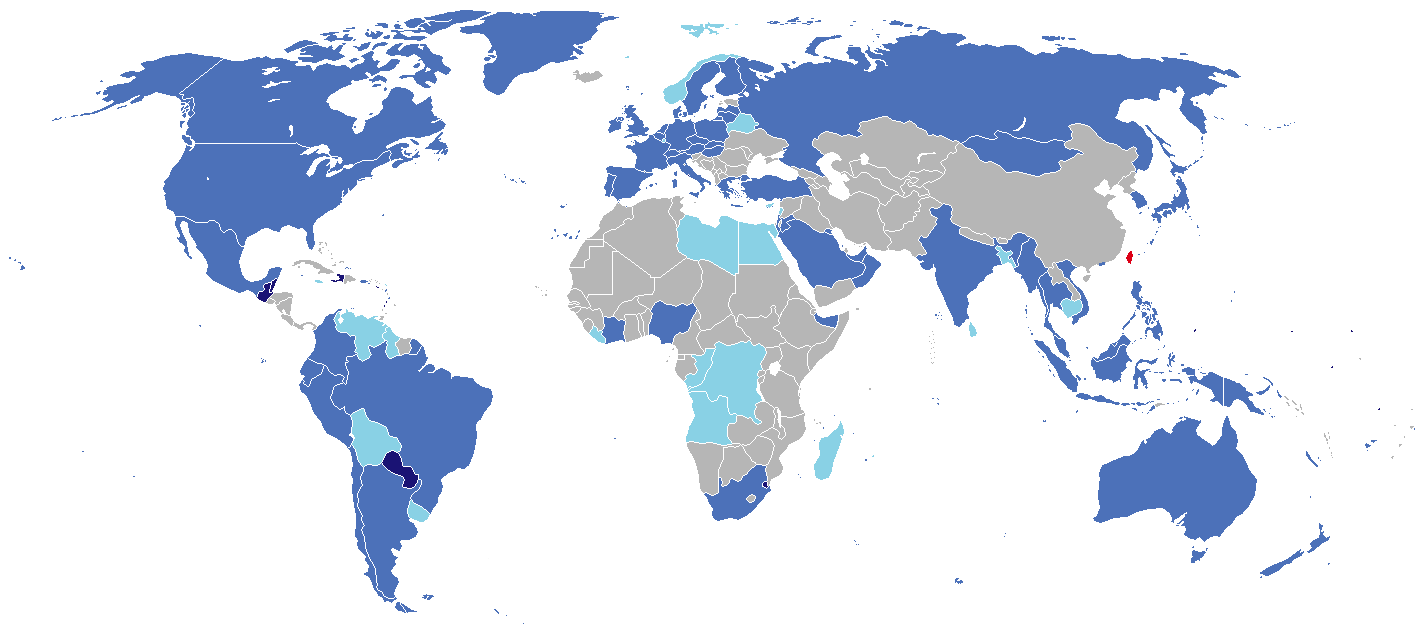
중화민국
중화민국이 재외공관을 두고 있는 나라
중화민국이 대표 사무소를 설치한 나라와 지역
중화민국이 과거에 대표 사무소를 설치했던 나라와 지역

중화민국의 재외기구 목록은 중화민국(대만)과 정식 외교 관계를 맺고 있는 나라의 공관 위치와, 정식 외교 관계는 맺지 않았지만 실질적인 외교 관계를 유지하고 있는 나라에 위치하고 있는 공관의 위치에 대해서 다룬다.
중화민국 외교부는 외교 관계를 맺고 있는 총 12개국 모두에 대사관 또는 총영사관을 설치하고 있다. 한편 중화민국과 외교 관계를 맺지 않은 59개국의 수도 및 도시에 타이베이 대표부를 설치해 실질적인 영사 업무 등을 처리 하고 있다. 그리고 중국 대륙에 관한 업무를 처리하는 대륙위원회는 홍콩과 마카오에 사무소를 설치해 운영하고 있다.

## 대사관과 총영사관
| 재외공관                       | 소재지           | 대사／총영사   |
| ------------------------------ | ---------------- | -------------- |
| 벨리즈 (대사관)                | 벨모판           | 진립국(陳立國) |
| 에스와티니 (대사관)            | 음바바네         | 양홍승(梁洪昇) |
| 과테말라 (대사관)              | 과테말라시티     | 정력성(鄭力城) |
| 아이티 (대사관)                | 포르토프랭스     | 류방치(劉邦治) |
| 바티칸 시국 (대사관)           | 로마             | 이세명(李世明) |
| 마셜 제도 (대사관)             | 마주로           | 소승중(蕭勝中) |
| 팔라우 (대사관)                | 코로르           | 주민감(周民淦) |
| 파라과이 (대사관)              | 아순시온         | 주린(周麟)     |
| 파라과이 (총영사관)            | 시우다드델에스테 | 장준빈(張俊彬) |
| 세인트키츠 네비스 (대사관)     | 바스테르         | 이지강(李志强) |
| 세인트루시아 (대사관)          | 캐스트리스       | 심정종(沈正宗) |
| 세인트빈센트 그레나딘 (대사관) | 킹스타운         | 하진환(何震寰) |
| 투발루 (대사관)                | 푸나푸티         | 소인숭(蘇仁崇) |

## 대표부
경제·문화 대표부
| - 아르헨티나 (부에노스아이레스) - 오스트레일리아 (캔버라) - 오스트리아 (빈) - 바레인 (마나마) - 벨기에 (브뤼셀) - 브라질 (브라질리아) - 브루나이 (반다르스리브가완) - 캐나다 (오타와) - 칠레 (산티아고) - 콜롬비아 (보고타) - 코트디부아르 (아비장) - 체코 (프라하) - 덴마크 (코펜하겐) - 에콰도르 (키토) - 유럽 연합 (브뤼셀) - 피지 (수바) - 핀란드 (헬싱키) - 프랑스 (파리) - 독일 (베를린) - 그리스 (아테네) | - 헝가리 (부다페스트) - 인도 (뉴델리) - 인도네시아 (자카르타) - 아일랜드 (더블린) - 이스라엘 (텔아비브) - 이탈리아 (로마) - 일본 (도쿄도) - 요르단 (암만) - 대한민국 (서울특별시) - 쿠웨이트 (쿠웨이트시티) - 라트비아 (리가) - 리투아니아 (빌뉴스) - 말레이시아 (쿠알라룸푸르) - 멕시코 (멕시코시티) - 몽골 (울란바토르) - 미얀마 (양곤) - 네덜란드 (헤이그) - 뉴질랜드 (웰링턴) - 나이지리아 (라고스) - 오만 (무스카트) | - 파푸아뉴기니 (포트모르즈비) - 페루 (리마) - 필리핀 (마닐라) - 폴란드 (바르샤바) - 포르투갈 (리스본) - 러시아 (모스크바) - 사우디아라비아 (리야드) - 싱가포르 (싱가포르) - 슬로바키아 (브라티슬라바) - 소말릴란드 (하르게이사) - 남아프리카 공화국 (프리토리아) - 스페인 (마드리드) - 스웨덴 (스톡홀름) - 스위스 (베른) - 태국 (방콕) - 튀르키예 (앙카라) - 아랍에미리트 (두바이) - 영국 (런던) - 미국 (워싱턴 D.C.) - 베트남 (하노이) |

## 사무처
경제·문화 사무처
| - 오스트레일리아－브리즈번 - 오스트레일리아－멜버른 - 오스트레일리아－시드니 - 브라질－상파울루 - 캐나다－토론토 - 캐나다－밴쿠버 - 캐나다－몬트리올 - 독일－뮌헨 - 독일－함부르크 - 베트남－호찌민시 - 홍콩－주홍콩 타이베이 경제문화판사처 - 마카오－주마카오 타이베이 경제문화판사처 - 프랑스－엑상프로방스 | - 이탈리아 - 밀라노 - 일본－오사카시 - 일본－요코하마시 - 일본－후쿠오카시 - 일본－나하시 - 대한민국－부산광역시 - 뉴질랜드－오클랜드 - 사우디아라비아－지다 - 스위스－제네바 - 남아프리카 공화국－케이프타운 - 남아프리카 공화국－요하네스버그 - 영국－에든버러 | - 미국－괌 - 미국－애틀랜타 - 미국－시카고 - 미국－호놀룰루 - 미국－휴스턴 - 미국－캔자스 - 미국－로스앤젤레스 - 미국－마이애미 - 미국－뉴욕 - 미국－보스턴 - 미국－샌프란시스코 - 미국－시애틀 |

## 국제 기구와의 관계
중화인민공화국의 압력으로 인해, 중화민국은 여러 국제 기구에서 퇴출되거나 그 지위가 격하되었다. 그럼에도 중화민국은 여러 국제 기구에서 차이니스 타이베이 등의 이름으로 회원국 활동하고 있다.
- 국제민주연합(IDU) - 국민당의 차원에서 정식국호인 "중화민국 (The Republic of China)"으로 가입하였다. 정부 차원의 가입은 아니다.
- 국제 상업 회의소(ICC) - "차이니스 타이베이"로 가입
- 국제 수역 사무국(OIE) - "차이니스 타이베이"로 가입[1]
- 유엔 교육 과학 문화 기구(UNESCO) - 중화인민공화국의 일부인 "차이니스 타이베이"로 참여[2]
- 국제 올림픽 위원회(IOC) - "차이니스 타이베이"로 가입
- 국제 철도 연맹(UIC) - "타이완 (중국)"으로 가입[3]
- 국제 통상 정보 협력 기구(AITIC) - "타이완, 펑후, 진먼, 마쭈 개별 관세 구역"[4]으로 가입
- 대표없는 국가 인민 기구(UNPO) - "타이완"으로 가입
- 중미 통합 체제(SICA) - 지역외 참여국으로서 "중화민국 (The Republic of China)"으로 가입[5], 정부 차원에서 정식국호로 가입한 유일한 국제기구이다. 실질적인 활용도는 떨어지고 상징적 의미가 크다.
- 세계 걸스카우트 연맹(WAGGGS) - "타이완"으로 가입
- 세계 노동 연합(WCL) - "타이완"으로 가입
- 세계 무역 기구(WTO) - "타이완, 펑후, 진먼, 마쭈 분리 관세 지역"으로 가입. (중화 타이베이 명의로 기재).
- 세계 보건 기구(WHO) - 중화인민공화국과 WHO가 2005년 5월 14일 맺은 양해각서[6]에 따라 "차이니스 타이베이"라는 이름으로 옵서버로 초대되어 활동[7]
- 세계 스카우트 연맹(WOSM) - "중국 스카우트"로 가입
- 아시아 개발 은행(ADB) - "차이니스 타이베이"로 가입
- 아시아 태평양 경제협력체(APEC) - "차이니스 타이베이"로 가입

## 사진

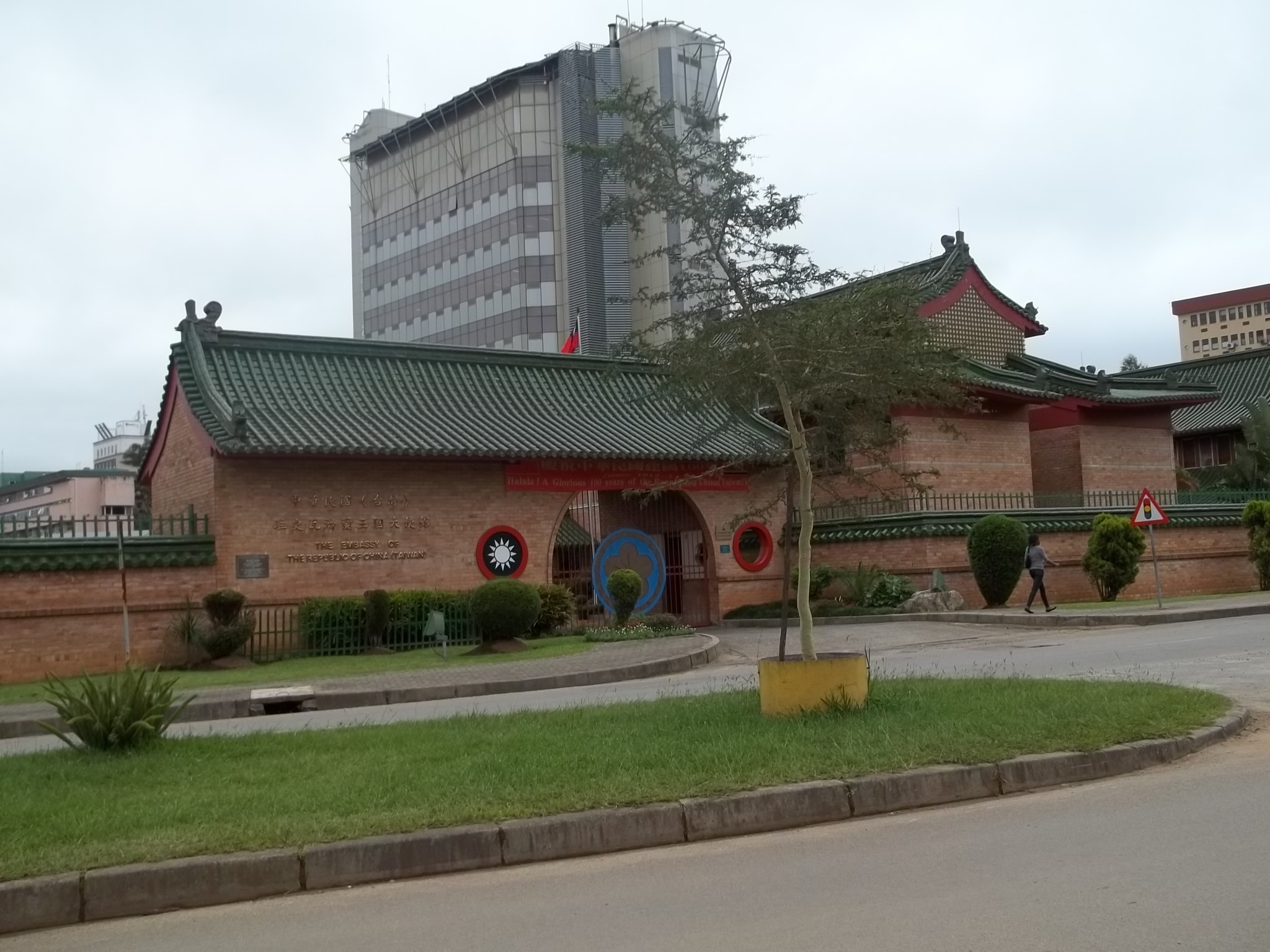
주에스와티니 중화민국 대사관
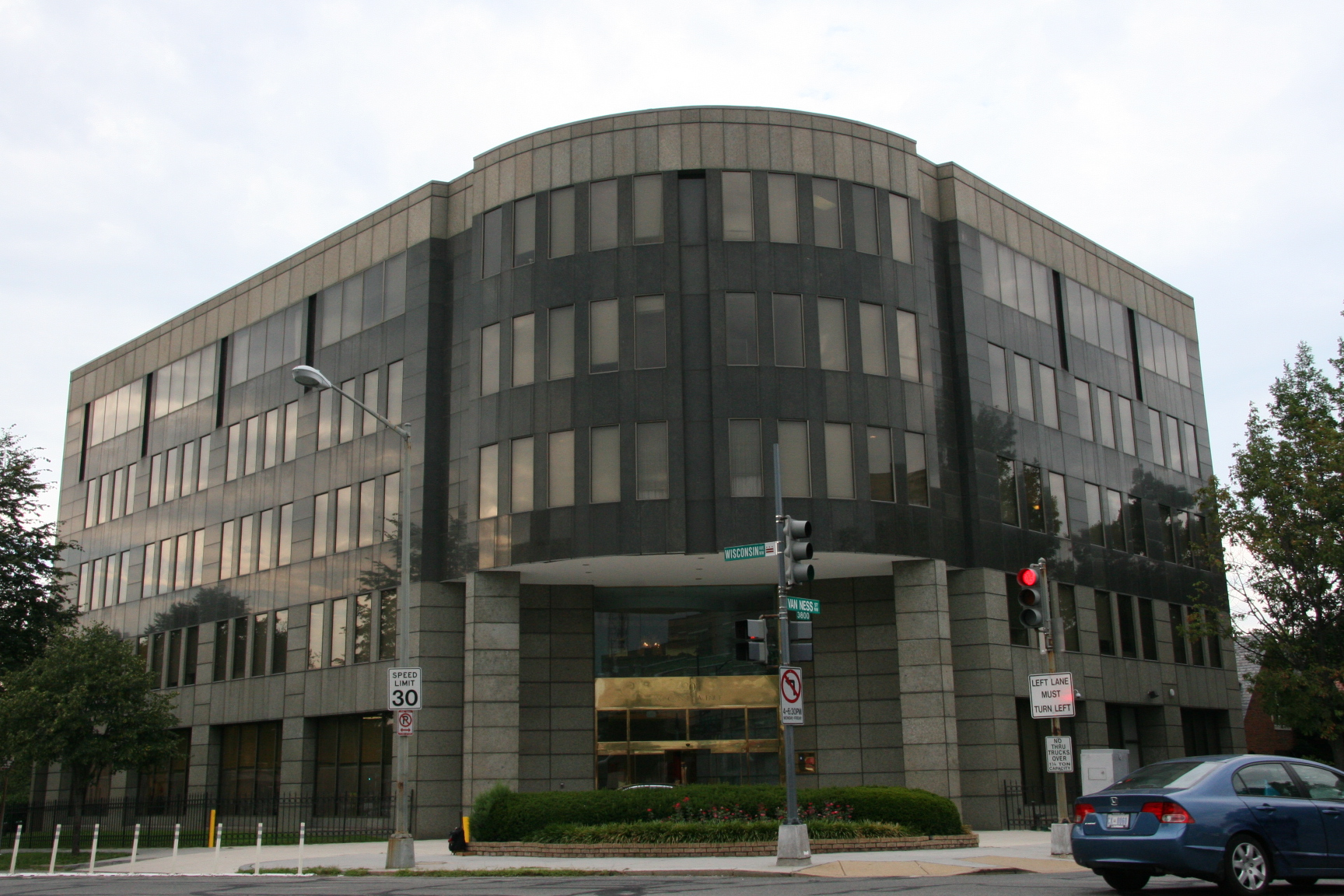
주미국 타이베이 경제문화대표처
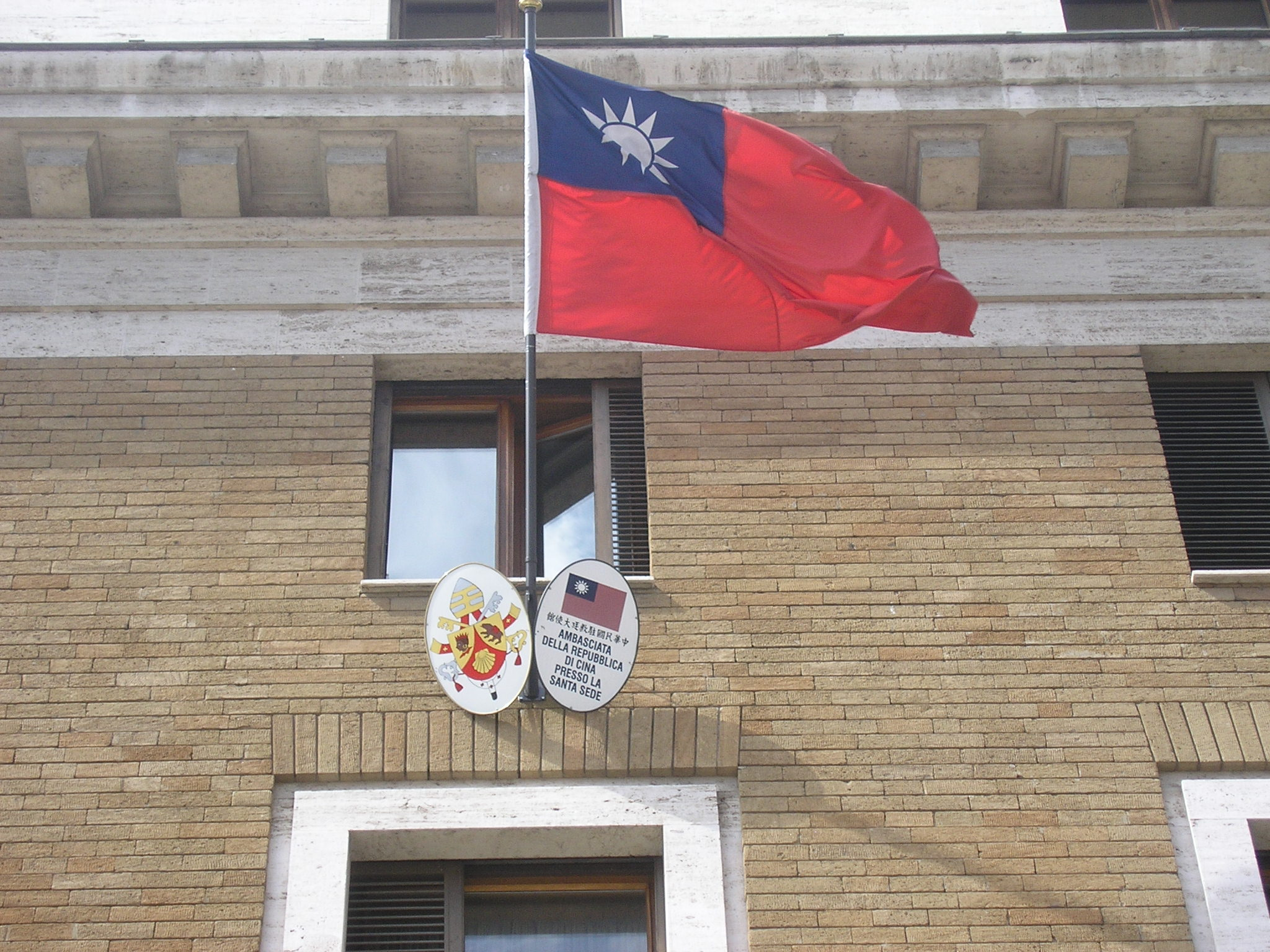
주교황청 중화민국 대사관
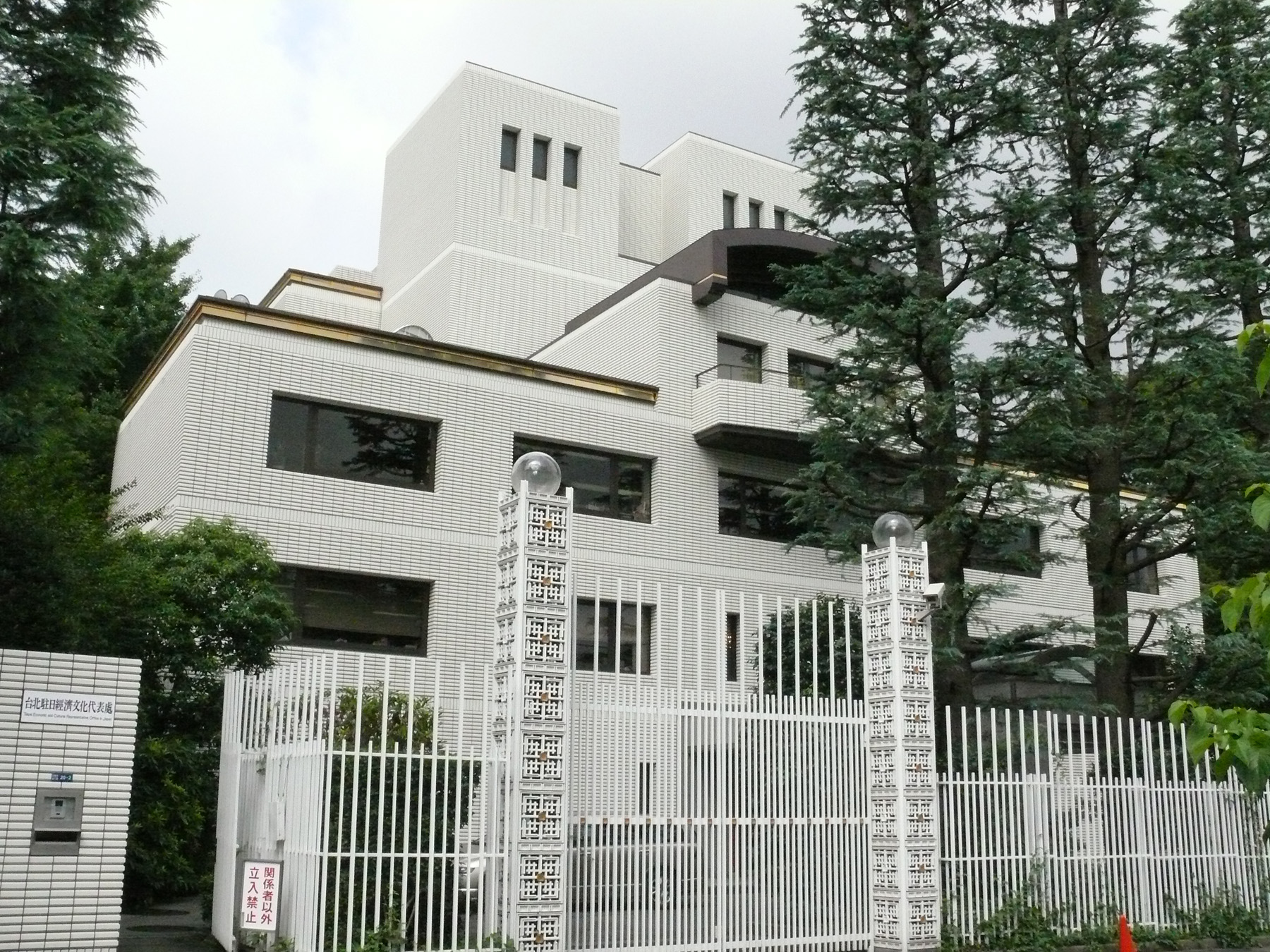
주일본 타이베이 경제문화대표처
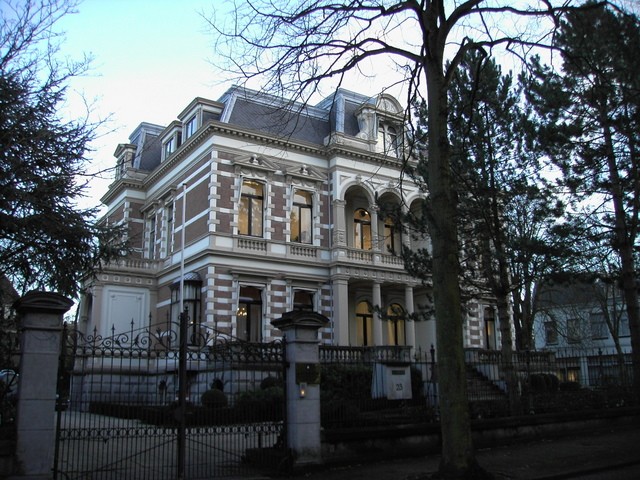
주네덜란드 타이베이 대표부
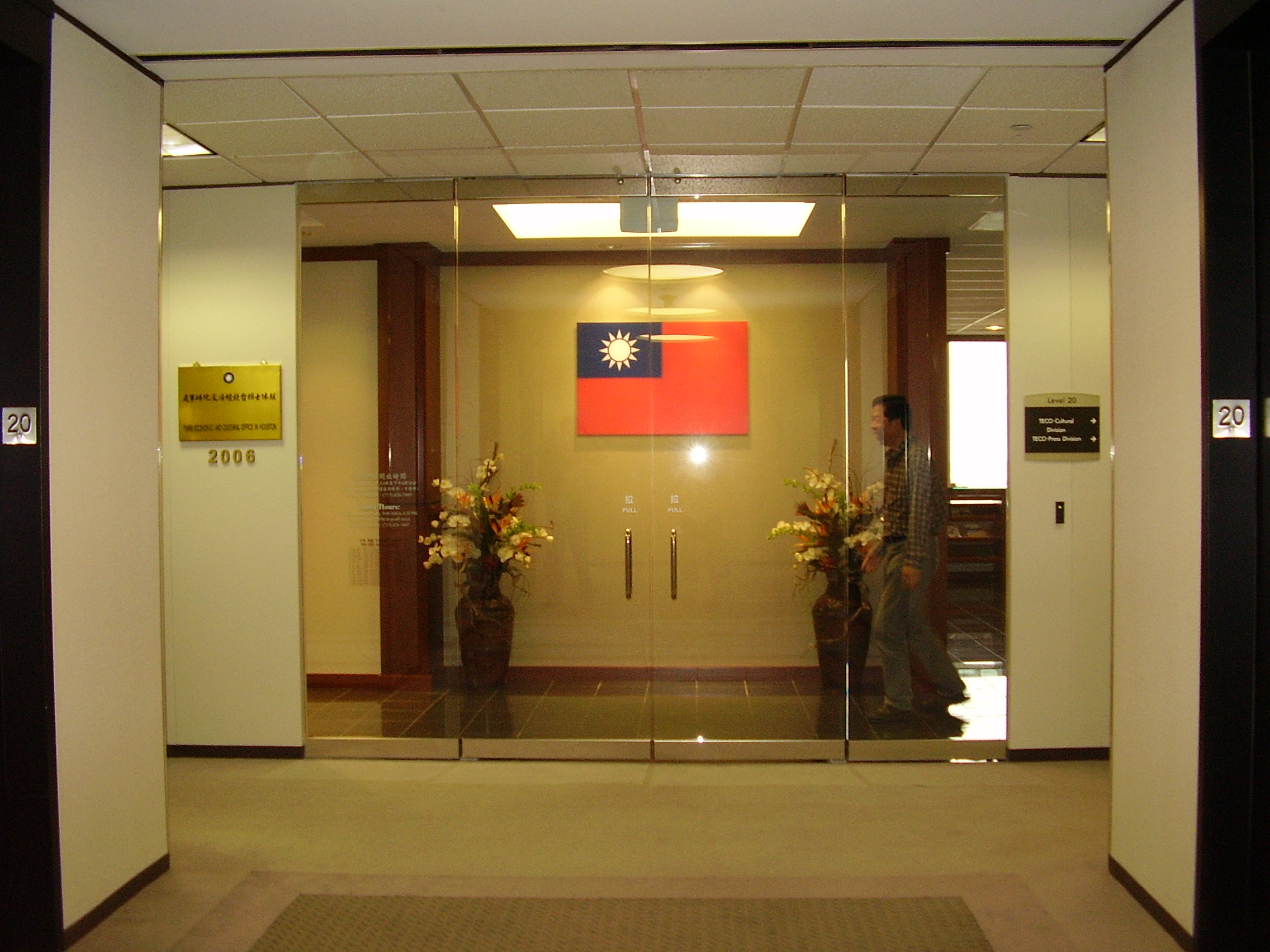
주휴스턴 타이베이 경제문화판사처

## 같이 보기
- 중화민국의 대외 관계
- 중화민국 외교부
- 대륙위원회
- 타이베이 대표부